# Roton Music
Roton Music – rumuńska wytwórnia muzyczna, utworzona w 1994 roku.
Biura wytwórni znajdują się w Bukareszcie, Jassach, Kluż-Napoce i Timișoarze. W 2008 roku obrót pieniężny wytwórni wyniósł pięć milionów euro, 20% więcej niż w poprzednim roku. W 2011 roku Roton Music podpisała umowę licencyjną z Warner Music Group. W 2015 roku wytwórnia Warner Music Latin America została partnerem strategicznym Roton Music.

## Artyści
Źródło: Oficjalna strona Roton Music

- Akcent
- Andreea Bălan
- Dan Bălan
- Inna
- Mihai Trăistariu
- Alexandra Stan